# イジワルケイオールスターズ
イジワルケイオールスターズは2002年に活動を開始した日本の音楽ユニット。
ロックバンド、赤と黒のボーカルであるTAKA-ROCK（岩口タカ）らが企画したアニメ『おれたちイジワルケイ』から派生された。

## 参加ミュージシャン
- AKINO
- 秋間経夫（マルコシアス・バンプ）
- 秋山智江（03）
- 鮎川誠（サンハウス、シーナ&ザ・ロケッツ）
- 池畑潤二（ルースターズ、ROCK'N'ROLL GYPSIES）
- 石田光宏（マルコシアス・バンプ）
- 井上富雄（ルースターズ、ROCK'N'ROLL GYPSIES）
- 井上麻里奈
- 入部秀一（PlatinA Forest、The Monochrome Shelled Life）
- 江崎まり
- 大下紘和
- 大島治彦（VooDoo Hawaiians）
- 尾崎浩司（BOLD）
- CAPTAIN TINKERBELL（ザ・コーツ、THE LONDON TIMES、キャプテンズ・マーマレード）
- 清春（黒夢、SADS）
- CROSS（赤と黒）
- 甲本ヒロト（ザ・コーツ、THE BLUE HEARTS、THE HIGH-LOWS、ザ・クロマニヨンズ）
- 小林雅之（JUN SKY WALKER(S)、POTSHOT）
- 坂下たけとも（SADS、The DUST'N'BONEZ）
- SATOSHI（POTSHOT）
- 沢村実希
- シーナ（シーナ&ザ・ロケッツ）
- 柴山俊之（サンハウス）
- SHY
- ジャンク・ザ・リッパー（DARKSIDE MIRRORS）
- 曽我将之（VooDoo Hawaiians）
- 高山克彬（KATZE）
- TAKA-ROCK（赤と黒）
- 田中潤哉（赤と黒）
- チバユウスケ（THEE MICHELLE GUN ELEPHANT、ROSSO、The Birthday）
- 仲野茂（アナーキー）
- 中山加奈子（赤坂小町、プリンセス プリンセス、VooDoo Hawaiians）
- 奈良敏博（サンハウス）
- 西健志（ASSH）
- NICKEY（NICKEY & THE WARRIORS）
- 橋本潤（ザ・ロッカーズ）
- 花田裕之（ルースターズ、ROCK'N'ROLL GYPSIES）
- 広瀬 "JIMMY" さとし（44MAGNUM、spAed）
- 藤沼伸一
- 本間章浩（赤と黒）
- 美木沙文
- 東川元則（赤と黒）
- 美謝（花魁ロマネスク）
- 南浩二（人間クラブ）
- 森純太（JUN SKY WALKER(S)）
- 諸星和己（光GENJI）
- 山口勝平
- ラッキー（THE-ZIPPERZ）
- ルーシー・ミラー（DARKSIDE MIRRORS）
- ROLLY（すかんち）
- 渡邉信之（シーナ&ザ・ロケッツ）

## 作品

### シングル
- おれたちイジワルケイ 〜雲〜 （2005年4月13日、SVWCｰ 7244）
  - アニメ本編収録のDVD付属。

  1. ギラついた太陽 (featuring 清春)
  2. NOKIA (featuring TAKA-ROCK)
  3. ダメになっちまう (featuring 花田裕之)
- おれたちイジワルケイ 〜外〜 （2005年5月18日、SVWCｰ 7256）
  - アニメ本編収録のDVD付属。

  1. R&R SHOW (featuring ROLLY)
  2. Lucy (featuring シーナ)
  3. 涙のタトゥー (featuring NICKEY)
- おれたちイジワルケイ 〜蒼〜 （2005年6月22日、SVWC-7265）
  - アニメ本編収録のDVD付属。

  1. 僕のクリスマス (featuring 甲本ヒロト)
  2. 天邪鬼 (featuring 柴山俊之)
  3. Mystic Soldier (featuring ルーシー)
- おれたちイジワルケイ 〜天〜 （2005年7月20日、SVWC-7272）
  - アニメ本編収録のDVD付属。

  1. WIRE (featuring 諸星和己)
  2. Revolution
  3. It's Cool
- Keep On Smile （2005年8月24日、SVWC-7284）
  1. Keep On Smile
  2. Keep On Smile (Instrumental)
- Crazy3 （2006年7月12日、VXCS-0001）
  - タワーレコード限定販売。

  1. Say God Bye
  2. Keep On Smile

### アルバム
- 黒イジワルケイ （2002年10月30日、MMM3-1）
  1. Say Good Bye (黒バージョン)
  2. デストロイ・オブ・モンスター
  3. てっぽータマゴ
  4. ブギー・ブギー・ブギー
  5. 電撃
  6. 疾風
  7. Dr.ライス
  8. ダイナマイト・ガイ
  9. I Love You
  10. 誘発
  11. オレンジ爆弾
  12. サクラん坊
  13. 素、天、天
  14. Angel
- 赤イジワルケイ （2002年11月27日、AVCD-17201）※avex traxよりコピーコントロールCDでの発売。
  1. Say Good Bye (赤バージョン)
作詞：岩口タカユキ　作曲：赤と黒
LeadVocal：甲本ヒロト、清春、中山加奈子、森純太、チバユウスケ、SHY、花田裕之、シーナ、TAKA、Nickey、南浩二
  2. チンピラごぼう
作詞・作曲：岩口タカユキ
Vocal：甲本ヒロト
  3. 欲望
作詞：岩口タカユキ　作曲：藤沼伸一
Vocal：清春
  4. ローニン
作詞・作曲：岩口タカユキ
Vocal：TAKA
  5. ワイルド・マン
作詞・作曲：岩口タカユキ
Vocal：SHY
  6. プリンセス・プリン
作詞・作曲：岩口タカユキ
Vocal：Nickey
  7. No No No
作詞：岩口タカユキ　作曲：鮎川誠
Vocal：中山加奈子
  8. 太陽がいっぱい
作詞：Nickey　作曲：岩口タカユキ
Vocal：Nickey
  9. スチーム・キラー
作詞・作曲：岩口タカユキ
Vocal：えひめ怪童
  10. 闘魂
作詞・作曲：岩口タカユキ
Vocal：Nickey、沢村実希、江崎まり
  11. そうゆうことね
作詞・作曲：岩口タカユキ
Vocal：Nickey
  12. ナチュラル・ボーン・O.K.
作詞・作曲：岩口タカユキ
Vocal：沢村実希
  13. Real Deal
作詞・作曲：岩口タカユキ
Vocal：TAKA
- ROCK★STAR （2007年1月17日、VXCN-2005）
  1. Thunder Boy
  2. LUCY Vo:SHEENA
  3. Boogie Boy
  4. 何もないから…
  5. Broken Heart
  6. ギラついた太陽
  7. Crazy Toybox Blues
  8. Gachiya×2 Goo
  9. Show Time
  10. 僕のクリスマス
  11. STEEL HEART

#### ベスト・アルバム
- ベスト （2005年11月2日、SVWC-7296）
  - 2005年8月25日にSHIBUYA-AXにて行われたライブでの映像が収録されたDVD付属。

ディスク1
  1. ギラついた太陽 (featuring 清春)
  2. NOKIA (featuring TAKA-ROCK)
  3. ダメになっちまう (featuring 花田裕之)
  4. R&R SHOW (featuring ROLLY)
  5. Lucy (featuring シーナ)
  6. 涙のタトゥー (featuring NICKEY)
  7. 僕のクリスマス (featuring 甲本ヒロト)
  8. 天邪鬼 (featuring 柴山俊之)
  9. Mystic Soldier (featuring ルーシー)
  10. WIRE (featuring Shake)
  11. Revolution (featuring 山口勝平, 森純太, 秋間経夫, 仲野茂, 広瀬 "JIMMY" さとし, CROSS, 大下紘和)
  12. It's Cool (featuring 仲野茂)
  13. Keep On Smile (イジワルケイ★オールスターズ)

ディスク2
  1. Lucy
  2. NOKIA
  3. Wonderful World